# Smørum Kirke
Smørum Kirke ligger i den østlige udkant af landsbyen Smørumovre ca. 20 km NV for Københavns centrum (Region Hovedstaden).
Den oprindelige romanske kirke menes bygget omkring 1170. Den bestod af skib og et mindre kor. Den var opført af råt tilhugne kampesten. Ifølge sagnet vedtog man på Isøre tinge at indføre kristendommen i Smørum. Man samlede sten på marken til byggeriet og udvalgte en grund mellem Hove og Smørumovre. Men hvad man byggede om dagen, blev revet ned om natten af onde kræfter. Derfor flyttede man kirkebyggeriet til den nuværende plads. Det nuværende skibs langmure stammer fra den oprindelige kirke. I 1396 blev tårnet opført og formodentlig samtidigt blev det oprindelige kor nedrevet og det udvidede kor tilføjet. Tårnet og det nuværende kor er opført i munkesten samt kvadere i faksekalk og skånsk sandsten. Ifølge legenden er tårnet blevet opført af nedrivningsmateriale fra Ledøje Kirkes borg.

## Galleri
- Kirken set fra nord i 2006
- Set fra nord med ny udbygning, 2009
- "Drolleri"-figur ? i kor 1. fag sydkappe

## Eksterne kilder og henvisninger
- Wikimedia Commons har flere filer relateret til Smørum Kirke
- Smørum Kirke Arkiveret 14. december 2014 hos  Wayback Machine hos Nordenskirker.dk med mere frit materiale
- Smørum Kirke hos KortTilKirken.dk
- Smørum Kirke hos DanmarksKirker.natmus.dk (Danmarks Kirker, Nationalmuseet)